# 八会寺刻经
八会寺刻经龛位于河北省保定市曲阳县西羊平村西北约100米的少容山顶，共刻有《佛垂般涅槃略说教戒经》、《妙法莲华经观世音菩萨普门第廿五》、《佛说弥勒成佛经》、《千佛名经》、《五十三佛名》五部完整佛经。八会寺刻经被中华人民共和国国务院列入第七批全国重点文物保护单位。